# حساس غاز ثاني أكسيد الكربون
حساس غاز ثاني أكسيد الكربون هو مكشاف يقوم بقياس نسبة غاز ثاني أكسيد الكربون في الهواء . ويعتمد هذا الجهاز على مجسات الأشعة تحت الحمراء كأي حساس غاز آخر . ويهدف هذا الجهاز إلى معرفة نوعية الهواء الداخلي والتي تساعد في فهم مصادر تلوث الهواء .

## مجسات الأشعة تحت الحمراء
مكشاف الأشعة تحت الحمراء هي مجسات مطيافية تستخدم للكشف عن وجود غاز ثاني أكسيد الكربون . ويتكون الجهاز من مصدر للأشعة تحت الحمراء، أنبوبة ضوء , فلتر موجي وكاشف للأشعة . ويتم ضخ الغاز في أنبوبة الضوء فتقوم المجسات الإلكترونية بقياس امتصاص الطول الموجي المميز للضوء . وغالبا ما تستخدم مجسات الأشعة تحت الحمراء لقياس نسبة غاز ثاني أكسيد الكربون. وتتراوح تكلفة هذة المجسات في الولايات المتحدة من 100 إلي 1000 دولار .
ولتخفيض التكلفة يتم تطوير هذة المجسات باستخدام نظم كهروميكانيكية صغرى ولهذة النظم ميزة أخرى حيث أنها أصغر حجما من المجسات العادية فقد قامت بتصغير أحجام العديد من الأجهزة مثل تكييف الهواء . وتستخدم هذة المجسات أيضا في الصناعة مثل تحضير كربونات المشروبات، وتخمير الدواء .

## مجسات غاز ثاني أكسيد الكربون الكيميائية
لهذة المجسات ميزة رئيسية فبالإضافة إلى صغر حجمها فأنها تستهلك قدرا أقل من الطاقة مقارنة بباقي المجسات . 

ولكن من ناحية آخري، تعيب هذة المجسات قصر عمرها الافتراضي. واحتياجها الدائم للمعايرة كل فترة للحفاظ على نقطة الصفر في مكانها الصحيح .

## التطبيقات
تستخدم مجسات غاز ثاني أكسيد الكربون في العديد من المجالات مثل :
- دراسات تعديل الغلاف الجوي .
- تحديد نوعية الهواء الداخلي .
- في المخازن الأرضية .
- في المركبات المائية .
- في الصوبات .
- في حالات دفن النفايات .
- في التبريد العميق .
- في قنوات الهواء .
- في التعدين .
- في التدفئة والتهوية وتكييف الهواء.[4]